# U–189
Az U–189 tengeralattjárót a német haditengerészet rendelte a brémai AG Wessertől 1940. november 4-én. A hajót 1942. augusztus 15-én vették hadrendbe. Egy harci küldetése volt, amely mindössze 23 napig tartott. Egyetlen hajót sem süllyesztett el.

## Pályafutása
Az U–189 első járőrútjára 1943. április 3-án futott ki Kielből. Északról kerülte meg Izlandot, majd Grönland keleti partjai mellett haladt. Április 23-án egy brit B–24 Liberator mélységi bombákkal elsüllyesztette. A legénység mind az 54 tagja meghalt.

## Kapitány
| Név            | Kezdőnap            | Zárónap           |
| -------------- | ------------------- | ----------------- |
| Hellmut Kurrer | 1942. augusztus 15. | 1943. április 23. |

## Őrjárat
| Indulás | Indulónap        | Érkezés | Zárónap           |
| ------- | ---------------- | ------- | ----------------- |
| Kiel    | 1943. április 3. | *       | 1943. április 23. |

* A tengeralattjáró nem érte el úti célját, eltűnt